# Monnaz
Monnaz is een plaats en voormalige gemeente in het Zwitserse kanton Vaud en maakt deel uit van het district Morges.
Monnaz telt 384 inwoners.

## Geschiedenis
Op 1 juli 2011 ging Monnaz op in de gemeente Echichens.